# آلساندرو پاگانسی
آلساندرو پاگانسی (ایتالیایی: Alessandro Paganessi؛ زادهٔ ۳۱ ژانویهٔ ۱۹۵۹) دوچرخه‌سوار اهل ایتالیا است.